# Shenandoah Valley

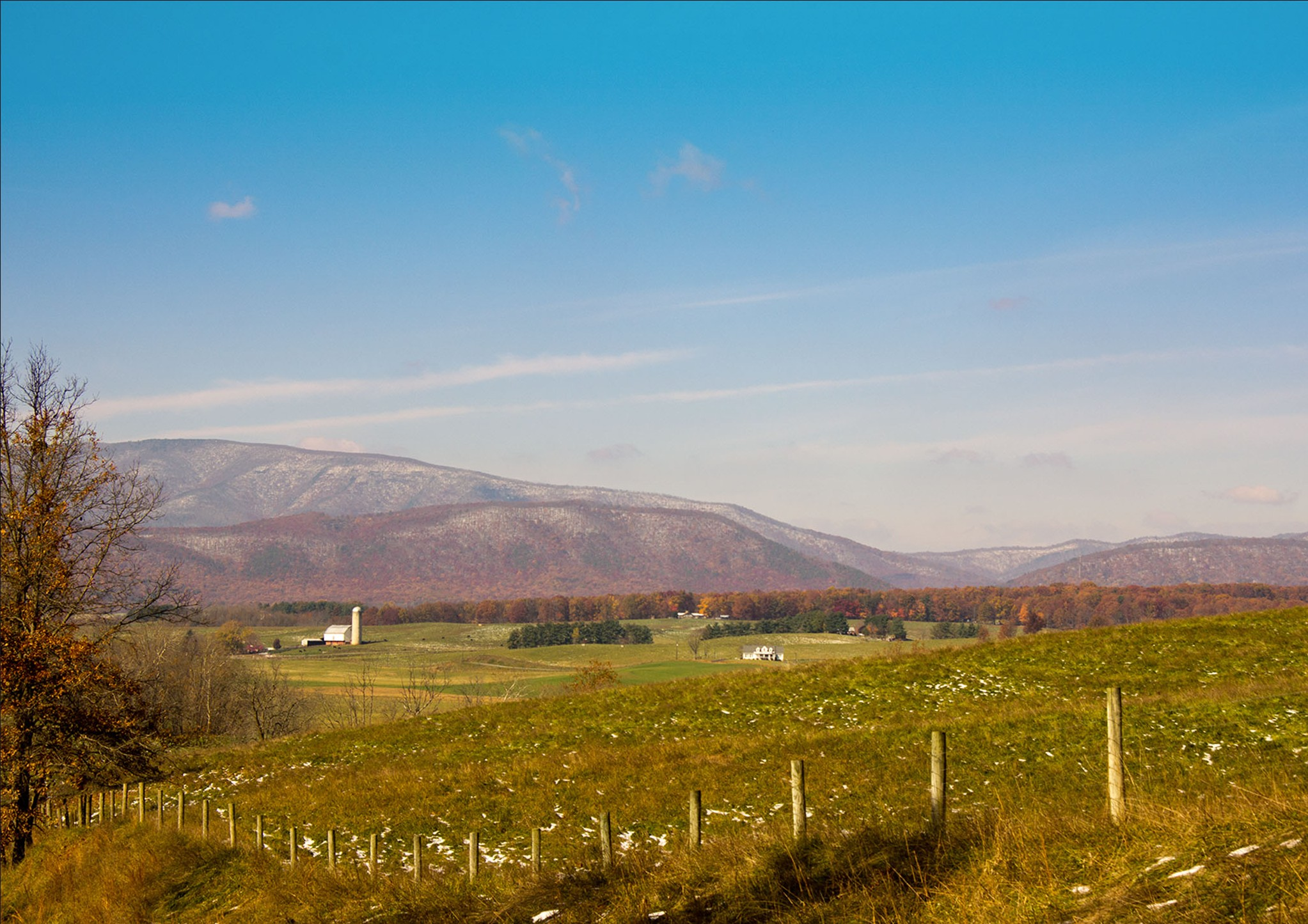
Shenandoah Valley.

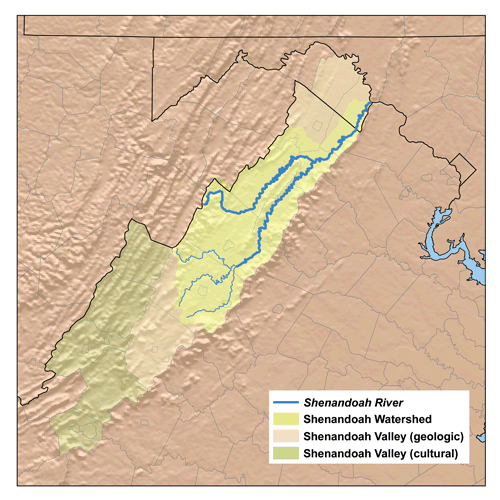
Shenandoahdalens hydrografiska, geologiska och kulturella avgränsningar.

Shenandoah Valley är en dal och ett kulturområde i delstaterna Virginia och West Virginia i östra USA. Längst i norr, där floden Shenandoah River förenas med floden Potomac, ligger den historiskt betydelsefulla orten Harpers Ferry.

## Geografi
Dalgången avgränsas i öster av Blue Ridge Mountains, i väster av Appalacherna, i norr av Potomac och i söder av Jamesfloden. I dalen ligger vinodlingsområdet Shenandoah Valley AVA.
Från norr till söder omfattar Shenandoah-dalen två counties i West Virginia (Berkeley och Jefferson) och sju counties i Virginia (Frederick, Clarke, Warren, Shenandoah, Page, Rockingham och Augusta County).
Mellan Roanoke Valley i söder och Harpers Ferry i norr finns flera, s.k. independent cities, som inte tillhör något county (Winchester, Harrisonburg, Waynesboro, Staunton, Lexington, Buena Vista, Covington, Roanoke, Salem).

## Kulturområdet
Kulturområdet är större än dalgången och omfattar förutom denna, även höglandsområdet väster om och dalområden söder om, den egentliga dalen. Förutom de counties som nämnts ovan, omfattar kulturområdet även Highland, Bath, Alleghany, Botetourt och Roanoke County.

## 1800-talet
Under amerikanska inbördeskriget var Shenandoahdalen känd som sydstaternas kornbod och sågs som en bakdörr för sydstatsräder in i Maryland, Washington, D.C. och Pennsylvania. På grund av dess strategiska betydelse blev dalgången föremål för flera fälttåg. Det första större fälttåget utspelades under våren 1862 (the Valley Campaign) och blev berömt då sydstatsgeneralen Thomas "Stonewall" Jackson försvarade dalen mot flera, numerärt överlägsna nordstatsarméer. Under 1864 utkämpades ytterligare två fälttåg i dalgången: ett första under sommaren då en enhet ur sydstatsarmén (den s.k. Army of the Valley) under general Jubal Early tog kontroll över området och det avslutande under hösten, då unionstrupper (Army of the Shenandoah) under general Philip Sheridan, drev tillbaka Early och kunde återta kontrollen över dalen. Under Sheridans fälttåg använde unionstrupperna sig av brända jordens taktik för att förhindra att sydstatstrupper skulle kunna försörja sig i det annars så bördiga området. I dalen förekom bittra motsättningar bland invånarna och området utsattes för både gerillastrider och räder utförda av strövkårer, bland annat av den sydstatstrogna partisanen John Singleton Mosby.